# Evelyn Thomas
Evelyn Thomas, pseudonimo di Ellen Lucille Thomas (Chicago, 22 agosto 1953 – Chicago, 21 luglio 2024), è stata una cantante statunitense, i cui maggiori successi furono High Energy, Masquerade, Standing at the Crossroads, Reflections e Weak Spot.

## Biografia
Thomas nacque a Chicago il 22 agosto 1953. Venne scoperta da Ian Levine, produttore britannico in cerca di nuovi artisti da promuovere nel Regno Unito. Thomas registrò assieme a Levine numerose tracce e venne poi scritturata dalla 20th Century Fox Records.
Il primo singolo di Thomas Weak Spot (1976), co-scritto assieme a Levine e Paul David Wilson, entrò nella top 30 del Regno Unito. Il seguente Doomsday (1976), anch'esso una collaborazione con Levine, entrò due volte nelle classifiche britanniche. Sempre collaborando con il produttore britannico, Thomas incise il suo primo album I Wanna Make It on My Own (1978).
La traccia più famosa di Thomas tuttavia fu High Energy (1984), incisa a Londra sempre con il supporto di Levine. Dopo due settimane dalla sua uscita, High Energy riuscì a inserirsi in varie classifiche europee, raggiungendo la vetta di quella tedesca e la quinta posizione in quella britannica. Fu anche l'unica canzone dell'artista a occupare una posizione nella Billboard Hot 100 (posizione numero 85).
Non ebbe lo stesso successo Masquerade (1984), trasmesso numerose volte nei club europei ma inseritosi solamente alla posizione numero 60 della UK chart. Heartless (1984) fu invece l'unico singolo all'infuori di High Energy a entrare nelle classifiche non dance degli Stati Uniti (raggiunse la posizione numero 84 della R&B/hip hop chart).
La sua cover di Reflections (1985), originariamente scritta dalle Supremes, così come How Many Hearts (1986), raggiunsero rispettivamente le posizioni numero 18 e 11 della US Dance.
Evelyn Thomas morì il 21 luglio 2024, un mese prima di compiere 71 anni.

## Discografia

### Album
- 1978 – I Wanna Make It on My Own
- 1979 – Have a Little Faith in Me
- 1984 – High Energy
- 1986 – Standing at the Crossroads

### Singoli
- 1976 – Weak Spot
- 1976 – Doomsday
- 1976 – Love's Not Just an Illusion
- 1977 – My Head's in the Stars
- 1978 – Thanks for Being There
- 1979 – Have a Little Faith in Me
- 1984 – High Energy
- 1984 – Masquerade
- 1984 – Heartless
- 1985 – Sorry Wrong Number
- 1985 – Cold Shoulder
- 1985 – Reflections
- 1986 – How Many Hearts
- 1986 – Tightrope
- 1987 – Standing at the Crossroads
- 1987 – No Win Situation
- 1987 – Summer on the Beach
- 1987 – High Voltage
- 1988 – Only Once in a Lifetime
- 1988 – Sleaze
- 1988 – This Is Madness
- 1993 – Move Your Body
- 1994 – One World
- 1998 – Please Don't Let Me Go
- 2008 – Stick to the Plan

### Compilation
- 1991 – The Best of Evelyn Thomas
- 2000 – High Energy: The Best of Evelyn